# 2019年世界陸上競技選手権大会エスワティニ選手団
2019年世界陸上競技選手権大会エスワティニ選手団は、2019年9月27日から10月6日までカタールのドーハで開催された第17回世界陸上競技選手権大会のエスワティニ選手団。国名を「エスワティニ」と改称してから初めての出場となった。

## 選手団
- 人員: 選手 2人

## 選手名簿・結果
| 選手                   | 種目       | 予選   | 予選       | 準決勝   | 準決勝   | 決勝     | 決勝     |
| 選手                   | 種目       | 結果   | 順位       | 結果     | 順位     | 結果     | 順位     |
| ---------------------- | ---------- | ------ | ---------- | -------- | -------- | -------- | -------- |
| シブシソ・マツェンジワ | 男子200m   | 20秒85 | 40位 (7着) | 予選敗退 | 予選敗退 | 予選敗退 | 予選敗退 |
| エリカ・セヤマ         | 女子走高跳 | 1.70m  | 29位       | -        | -        | 予選敗退 | 予選敗退 |